# Moorleiche von Kibbelgaarn
Die Moorleiche von Kibbelgaarn ist eine Moorleiche, die 1791 im Bourtanger Moor nahe der Gemeinde Veendam in der Niederländischen Provinz Groningen entdeckt wurde.

## Fund
Die Ortsbezeichnung Kibbelgaarn deutet darauf hin, dass die Fundstelle am westlichen Rand des östlich von Veendam liegenden Moores, nahe der Gemarkung Kibbelgaarn, lag. Eine genauere Eingrenzung der Fundstelle ist aufgrund der lückenhaften Quellenlage nicht möglich. Das Moor selbst war bereits 1850 vollständig abgetorft.
Fundort: 53° 6′ 31″ N, 6° 57′ 24″ O
Bei der Moorleiche von Kibbelgaarn handelt es sich um den Körper eines erwachsenen Mannes, der 1791 anscheinend unbekleidet aufgefunden wurde. Die Überreste wurden kurz nach der Auffindung, ohne Meldung an die Behörden, von einem jüdischen Händler aufgekauft. Bei diesem handelt es sich vermutlich um den in der Groninger Gemeinde Pekela urkundlich nachgewiesenen Kaufmann und Gerber Izak Mozes aus der dort ansässigen Familie van Huiden, bei dem es im Laufe der Überlieferungen zu einer Vertauschung der Vor- und Nachnamen gekommen sein muss. Mozes soll regelmäßig menschliche und tierische Moorleichenfunde in den umliegenden Moorsiedlungen aufgekauft haben. Die Leichen soll er entbeint und die getrockneten Weichteile an Apotheker weiterverkauft haben. Die Apotheker der Umgebung verkauften diese dann als billigen Mumia-Ersatz, wohingegen Apotheker in Amsterdam, Hamburg und Münster seine Ware als echtes Mumia zu höheren Preisen verkauften. Nach eigenen Angaben gegenüber den Behörden soll Izak Mozes in den Jahren 1784 bis 1803 die Leichen von vier Menschen, zwei Hunden und sechs Pferden verarbeitet haben. Ihm konnte aber seitens der Behörden kein Betrugsversuch nachgewiesen werden. Sollten die überlieferten Angaben zutreffen, ist es wahrscheinlich, dass er auch die Moorleiche von Kibbelgaarn zu Mumia-Ersatz verarbeitete und verkaufte.

## Überlieferung
Die Moorleiche von Kibbelgaarn ist nur indirekt nachgewiesen und die Informationen darüber stammen aus einigen, größtenteils verschollenen Quellen. Die erste dokumentierte Erwähnung stammte aus einem Brief des Auricher Lehrers Sundermann vom 7. Februar 1911 an das Provinzialmuseum Hannover. Darin schildert er den Fund aufgrund von Aufzeichnungen seines Vaters, der hierzu eine Abschrift aus den Amtsakten in Aurich anfertigte, noch bevor diese im Jahre 1874 durch den Brand des ausgelagerten Archivs in Stickhausen vernichtet wurden. Sundermanns Brief selbst ist zusammen mit weiteren Akten aus Hans Hahnes Sammelakten Moorfunde und Moorleichenfunde im Zweiten Weltkrieg im Magazin des Provinzialmuseums Hannover vernichtet worden. Die weitere Überlieferung erfolgte durch Alfred Dieck, der im Zuge seines Studiums, noch vor dem Zweiten Weltkrieg, eine Abschrift dieses Briefes aus den Akten Hahnes anfertigte.